# Barrow Point (jezik)
Barrow Point jezik (ISO 639-3: bpt), australski jezik porodice pama-nyunga koji se donedavno govorio u australskoj državi Queensland, na poluotoku Cape York, područje Barrow Pointa na zaljevu Princess Charlotte Bay i unutrašnjosti.
Zajedno s jezikom guguyimidjir [kky] (Australia) činio je podskupinu guugu-yimidhirr. Broj govornika bio je 1 (1981 Wurm and Hattori).

## Vanjske poveznice
- Ethnologue (14th)
- Ethnologue (16th)